# Década perdida de América Latina

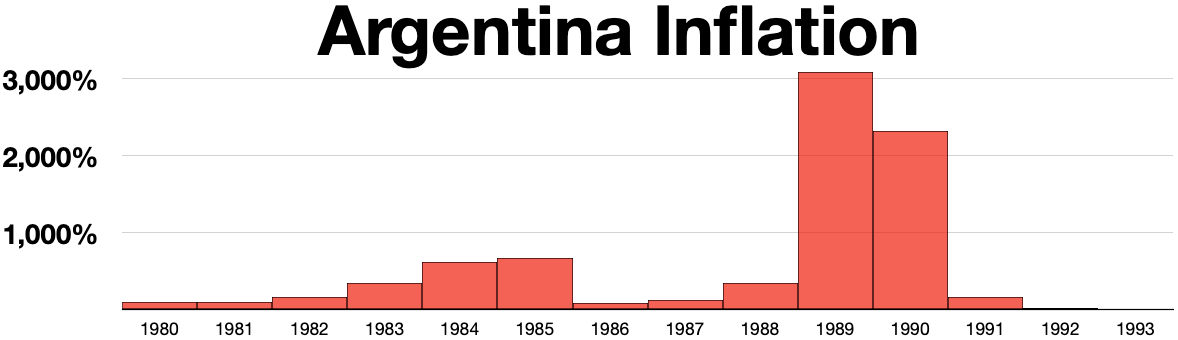
Inflación en Argentina (1980-1993).

La década perdida de América Latina es un término empleado para describir las crisis económicas sufridas en América Latina durante la década de 1980 (y que para algunos países continuaron hasta bien entrada la década siguiente). En general las crisis se componían de deudas externas impagables, grandes déficits fiscales, y volatilidades inflacionarias y de tipo de cambio, que en la mayoría de los países de la región era fijo.

## En general
Durante los años 1970, el alza del precio de las materias primas (principalmente el petróleo) y el abaratamiento del dólar desembocó en el arribo masivo de divisas a Latinoamérica, región que por aquel entonces se debatía entre un modelo de industrialización dirigido desde el Estado o un modelo de mercado. Para 1980, el menor precio de las materias primas y el alza de las tasas de interés en los países industrializados generó una fuga de capitales, lo que provocó una masiva depreciación de los tipos de cambio, aumentando el tipo de interés real de la deuda, o el colapso industrial provocado por su incapacidad de respuesta a la crisis, la mayoría de las naciones debieron abandonar sus modelos económicos de industrialización por sustitución de importaciones y adoptaron una estrategia de crecimiento orientada hacia las exportaciones, estrategia fomentada por el Fondo Monetario Internacional, aunque hubo excepciones como Chile o Costa Rica que brevemente adoptaron estrategias reformistas. La tasa de crecimiento real del PIB (producto interno bruto) para la región fue de sólo 2,3% entre 1980 y 1985. Entre 1982 y 1985, América Latina pagó 108 mil millones de dólares en intereses por las obligaciones vencidas. 
Para inicios de la década de 1990, América Latina ya estaba recuperándose de la crisis, la cual sin embargo reconfiguró el panorama económico de la región: Aquellos países que previamente habían sido las potencias regionales como Argentina, México y Venezuela quedaron con diversas secuelas que no han sido superadas, mientras que naciones más rezagadas como Chile, Brasil, Perú y Colombia han destacado en las últimas décadas por un alto crecimiento económico y un mayor bienestar social en términos relativos.[cita requerida]

## Por país

### Argentina
El régimen militar autodenominado Proceso de Reorganización Nacional, que había tomado el poder en 1976, inició una serie de reformas macroeconómicas, principalmente mediante un proceso de apertura económica marcado por la masiva llegada de importaciones, lo que provocó el declive de la industria nacional, con un importante aumento del desempleo sumado a numerosas corridas bancarias y quiebras empresariales. El hecho de que la inflación siguiera alta, pese a ser menor que a mediados de la década de 1970 [cita requerida], generó una serie de devaluaciones durante 1981, la cual provocó un intenso malestar social, el cual se agudizó tras la fallida Guerra de las Malvinas en 1982, lo cual selló el retorno de la democracia al año siguiente.
Al asumir Raúl Alfonsín en 1983, se intentó reactivar el modelo de sustitución de importaciones, sin muchos resultados. En 1985 fue lanzado el "Plan Austral", concebido bajo la supervisión del FMI. Pese a su éxito inicial, una política económica demasiado expansiva provocó que la Argentina no pudiese concretar sus pagos, lo cual se tradujo en un gradual deterioro económico que llegaría a su más álgido punto entre 1989 y 1990, con dos escenarios de hiperinflación. En 1989 fue elegido Carlos Menem, quien luego de un nuevo acuerdo con el FMI en 1990 emprendió una serie de políticas liberales como la masiva privatización de empresas públicas y la paridad del peso y el dólar, lo cual redujo la inflación a costo de un mayor desempleo, hecho que quedó manifestado con la crisis de 1998-2002.

### Bolivia
Después de haber tenido un gran auge económico durante la década de los años 70, la economía boliviana empezó a experimentar una desaceleración en cuanto al crecimiento de su producto interno bruto y una alta inflación y un aumento indiscriminado de la deuda.
Hasta ese momento, gran parte de la economía se basa en la minería, específicamente en la explotación de estaño. Los hidrocarburos en Bolivia aún no se habían desarrollando lo suficiente para tener una gran peso en la economía. En 1982, Estados Unidos anunció la venta de sus grandes reservas de estaño, hecho por el cual el precio del estaño bajó a nivel mundial, afectando duramente a Bolivia que en esos años dependía de la minería extractiva.
Después de un largo periodo de dictaduras militares en Bolivia, el año 1982, retorna la democracia al país de la mano del presidente Hernán Siles Zuazo. Al instalarse el gobierno constitucional de Siles, en octubre de ese año, una de las primas medidas que tomó fue volver al tipo de cambio oficial, pero con control de cambios. La fijación del tipo de cambio se hizo después de devaluar el tipo de cambio oficial del sistema precedente, en un 77%. Junto con el retorno al tipo de cambio fijo y, en principio único, el recientemente instalado gobierno democrático dispuso un incremento sustancial de los precios de los bienes y servicios provistos públicamente, “desdolarizó” los contratos entre residentes que se habían concertado con cláusula dólar, y aumentó significativamente el salario mínimo, al mismo tiempo que anunció que tres meses después, se implantaría un sistema de indexación de remuneraciones al costo de vida.
En mayo de 1984, el gobierno boliviano, presionado por los sindicatos obreros, declaró una cesación temporal de sus pagos a los bancos comerciales internacionales. Esta declaración tuvo un efecto contrario al esperado, ya que en vez de aliviar la situación de endeudamiento, lo agravó al abrir un frente con organismos oficiales de financiamiento.
La agudización de la inflación produjo un deterioro político de significación. El Presidente Siles Zuazo fue forzado por la oposición a llamar a elecciones anticipadas en octubre de 1984, medida inconstitucional, pero que constituía una salida posible no violenta.
Posteriormente, luego de un proceso de hiperinflación del peso boliviano, el 28 de noviembre de 1986, el presidente Víctor Paz Estenssoro firmó la ley para la puesta en circulación, el 1 de enero de 1987, de una nueva moneda nacional enteramente convertible, el boliviano, equivalente a un millón de pesos y con un tipo de cambio flexible con relación al dólar y que después de un periodo de transición es la única moneda legalmente aceptada a partir del 1 de enero de 1987. En ese momento 1 dólar valía 1,8/1,9 millones de pesos y 1 boliviano era aproximadamente equivalente a 1 dólar estadounidense.

### Brasil
Durante la década de 1970, el régimen militar aprovechó los altos precios del petróleo para explotar sus "ventajas comparativas" con el objetivo de profundizar su industrialización y así conseguir un elevado crecimiento económico entre 1974 y 1980, a costa de un endeudamiento y una inflación crecientes. Para 1981, Brasil se vio en graves problemas para pagar sus obligaciones al subir la tasa de interés, lo que derivó en la imposición de un plan de austeridad que intentó infructuosamente reducir los abultados déficits fiscales. La situación económica causó una importante crisis política que en 1985 puso fin a 20 años de dictadura militar en Brasil y el regreso de la democracia al alero del Partido Social Demócrata.
Para entonces, se hizo imperativa la necesidad de adoptar una política fiscal que pudiera mantener al sector público sin recurrir a la inflación. El "Plan Cruzado" de 1986 fue el primero y más importante de tres shocks económicos de tendencia heterodoxa emprendidos con el objetivo de neutralizar la inflación mediante controles de precios. Sin embargo, una serie de errores (principalmente el ignorar la situación del sector público) significó el fracaso de estos mientras la inflación seguía acelerándose a fines de los años 1980.
En 1990, el gobierno de Fernando Collor de Mello inició una serie de reformas libre mercadistas, que intentaron remediar, entre otras cosas, el retraso tecnológico de Brasil producido por el estricto proteccionismo de las décadas de 1970 y 1980. Si bien la inflación finalmente fue controlada, los recortes sociales y la escasez de dinero causaron una crisis de carácter político y social que se mantuvo tras la destitución de Collor en 1992. Su sucesor, el vicepresidente Itamar Franco nombró como Ministro de Finanzas a Fernando Henrique Cardoso, quien entre 1993 y 1994 desarrolló el Plan Real, el cual estabilizó la economía mediante una mayor liberalización de la economía, paridad con el dólar y balance presupuestario.

### Chile

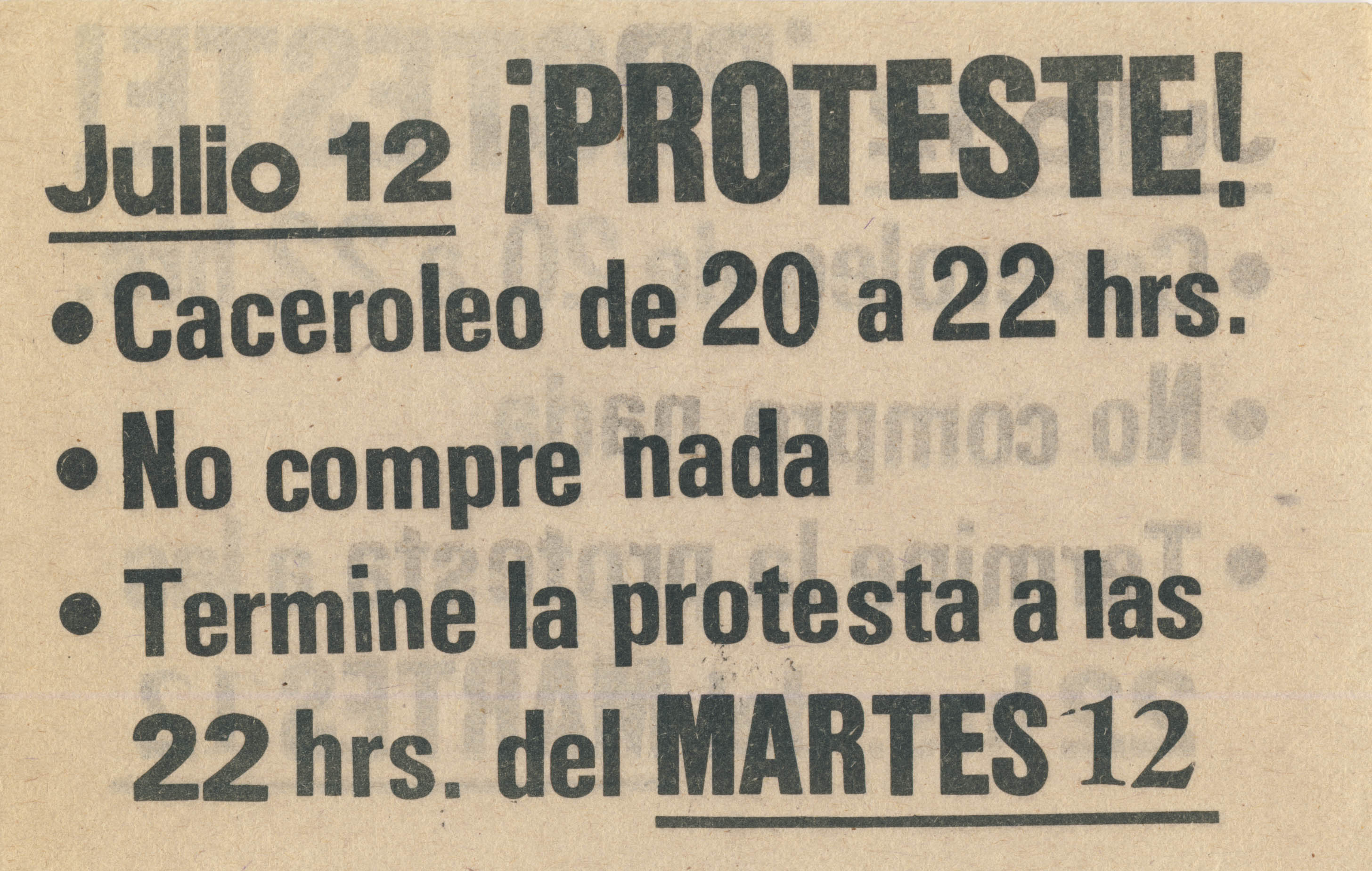
Panfleto chileno llamando a la protesta incluyendo un cacerolazo en 1983.

La Crisis económica en Chile de 1982 tuvo lugar durante la Dictadura Militar encabezada por el general Augusto Pinochet, luego de años de reformas económicas. Entre 1978 y mediados de 1981, la economía pasó por un período de expansión económica ("milagro chileno") marcado por el bajo precio del dólar. Sin embargo, para fines de 1981 la alza de las tasas de interés y el menor precio del cobre provocaron un sobreendeudamiento, lo que sumado a la desventajosa situación de la industria nacional frente a las importaciones significó una técnica paralización de la economía, frente a la cual el gobierno intentó sortear con medidas de corte keynesiano. En junio de 1982, el gobierno devaluó el peso en un 100%, subiendo el precio del dólar de $39 (valor fijo desde 1979) a $78, liberalizándose el mercado cambiario de un sistema fijo a un modelo híbrido en agosto de aquel año.
El 13 de enero de 1983, el Estado chileno realizó una masiva intervención de los bancos, interviniendo cinco y disolviendo otros tres. Para 1984 el Estado controlaba más la economía que el gobierno socialista de Salvador Allende previo al golpe militar. Debido a los escasos resultados de las reformas, a partir de 1985, la dictadura militar modificó el rumbo económico con el nombramiento de Hernán Buchi como Ministro de Hacienda, trayendo consigo un largo período de alto crecimiento económico.
Los partidarios de la política liberal de la Dictadura han sostenido que la crisis nació fuera de Chile y afectó a toda Latinoamérica en la llamada Crisis de la deuda latinoamericana. Los historiadores Gabriel Salazar y Julio Pinto Vallejos han respondido que este tipo de crisis son debilidades inherentes del modelo liberal, o en su defecto, de su brusca implementación. Fue la peor crisis económica en Chile desde la Gran Depresión de 1929 y la crisis económica de 1973. El PIB chileno se redujo un 14,3% y el desempleo aumentó al 23,7%. La crisis ha sido indicada como el detonante de una ola de protestas contra la dictadura militar, que se extendieron por años al mantenerse deficientes los indicadores sociales.

### Colombia
Durante los años 80 Colombia experimentaba un proceso de diversificación de la industria del café. Aunque la crisis de deuda no tuvo consecuencias totalmente directas en Colombia, debido a la influencia de los recursos en divisas extranjeras (principalmente dólares) provenientes del narcotráfico, con los que se sobrellevó la situación, aunado con el desempeño en general excelente de la industria local. En esa década la economía colombiana mantuvo su crecimiento en un promedio del 5 % anual. si tuvo que enfrentar una situación económica interna muy adversa debido al recrudecimiento del Conflicto armado interno de Colombia.

### Costa Rica
La crisis económica en Costa Rica entre 1980 y 1982 fue una grave crisis financiera que azotó al país centroamericano en la década de los ochenta durante la administración de Rodrigo Carazo Odio. Se le considera una de las peores crisis económicas en la historia del país y la peor del siglo XX.
La crisis causó estragos en la economía de Costa Rica que en aquel momento dependía casi enteramente de las exportaciones de café y banano que enfrentaron una caída internacional en sus precios. El déficit fiscal costarricense rondaba el 11% que, aunado a un déficit para financiar todo el sector público, provocó que el país cayera en mora ante los organismos internacionales que cortaron el acceso a financiamiento. Durante este período el desempleo se duplicó del 4.4% en 1979 al 9.4% en 1982. Algunas de las consecuencias económicas que se suscitaron incluyeron desabastecimiento, hiperinflación, una devaluación acelerada del colón y un alto malestar popular.

### México
Concretamente, la década pérdida, se explica desde el comienzo de la quiebra mexicana en el año 1982, cuando no pudo afrontar definitivamente los pagos de su deuda externa, con los organismos internacionales y otros entes. Esta bancarrota fue consecuencia en primer término, de un aumento de las tasas de interés que se llevaron a cabo en muchos de los países industrializados, por distintos problemas económicos, que ocasionó que los capitales fluyeran hacia mejores posibilidades de rentabilidad a corto plazo. Así, dentro de este marco coyuntural de la economía internacional, debemos distinguir al menos cuatro momentos, que se desarrollan a continuación. Siendo cada uno de estos, esencial en el transcurso de la historia política, económica, institucional y social de los países con problemas de desarrollo.
Después del auge petrolero previo al Gobierno del presidente mexicano José López Portillo (desde 1976 a 1982), el Gobierno mexicano empezó a depender en gran medida de la exportación petrolera para apoyar las necesidades financieras en el país. Estas exportaciones se dirigieron sobre todo hacia los Estados Unidos, aprovechando los altos precios del petróleo generados principalmente por la crisis del petróleo de 1973.
Cuando el mercado finalmente se estabilizó, reduciendo así los altos precios del barril de crudo, la estabilidad financiera del país estaba en peligro. La diversificación de los ingresos habría evitado el problema, pero debido a la incapacidad de otros sectores productivos para compensar la reducción de esta ganancia (muchas manufacturas dependían de abultados subsidios estatales), México tuvo que devaluar la moneda que para entonces alcanzó niveles históricos. Durante 1982, el peso mexicano se devaluó en un 500% poco después que López Portillo declarara que defendería el peso "como un perro". Dadas estas circunstancias, López Portillo nacionalizó todas las instituciones financieras el 1 de septiembre de 1982, durante su último discurso público a la Nación. 
Durante el siguiente período, el presidente Miguel de la Madrid trató de atraer la inversión extranjera y propiciar nuevos acuerdos comerciales, que culminó con el ingreso de México en el Acuerdo General sobre Aranceles Aduaneros y Comercio (GATT) en enero de 1986, y propuso su "Pacto de Solidaridad Económica" en 1987, el cual finalmente pudo controlar la inflación, que alcanzó un promedio del 100% hasta esa fecha.
Sin embargo, no fue hasta fines de 1989 cuando la economía se estabilizó mediante la renegociación de la deuda y la puesta a cabo de reformas de mercado por el gobierno de Carlos Salinas de Gortari, generando altos niveles de crecimiento que se mantuvieron hasta 1993. No obstante, la pesada burocracia y una tasa de cambio sobrevaluada por la paridad del nuevo peso y el dólar junto a la inestabilidad política en el sur del país detonaron una crisis económica en 1994, que afectó a la economía de toda América, con repercusiones hasta la fecha.

### Perú
Con el fin del Gobierno Revolucionario de las Fuerzas Armadas en 1980, el presidente Fernando Belaúnde Terry intentó emprender reformas de mercado para modernizar la economía. Sin embargo, la pesada herencia del régimen anterior y la crisis de la deuda provocaron un importante deterioro económico, agravado por el fenómeno de "El Ñiño", que devastó la agricultura y la escalada terrorista de Sendero Luminoso.
La persistente inflación llevó a la introducción del inti como moneda nacional en 1985 en reemplazo del sol antiguo. Aquel año asumió (por primera vez) Alan García como Presidente, con un programa económico heterodoxo que buscaba un mayor gasto fiscal y la limitación de los pagos de la deuda externa. Sin embargo, su gobierno fue marcado por la hiperinflación y el aumento de la pobreza, la cual pasó del 41% al 55% entre 1985 y 1991, año de la introducción del nuevo sol.
En 1990 fue elegido Alberto Fujimori. Para entonces, el ingreso per capita en Perú era de 720 dólares anuales, nivel comparable al de 1960 (en términos nominales). Fujimori implementó drásticas reformas liberalizadoras como importantes recortes presupuestarios, la privatización de empresas, la eliminación de restricciones a la inversión privada y el fin del proteccionismo, medidas que mantuvieron a raya la inflación, cabe anotar que muchas de estas reformas fueron realizadas de forma antidemocrática luego del "autogolpe" de 1992 y que sirvieron para reconducir al Perú a un crecimiento sostenido durante la mayor parte de la década de los 90, sentando las bases económicas para el llamado "milagro peruano" de la primera y segunda década del nuevo siglo.

### Uruguay
La economía uruguaya en los años 80 estuvo marcada por una crisis económica y financiera, que culminó en 1982 con la ruptura de la "tablita" y una devaluación superior al 50%. "La tablita", implantada por el régimen militar desde 1978, era un tipo de cambio fijo anunciado con meses de anticipación para controlar la tasa de evaluación. 
La crisis se debió a la pérdida de reservas del Banco Central del Uruguay, que alcanzaba los 50 millones de dólares por semana en noviembre de 1982.
Con la ayuda financiera del fondo Fondo Monetario Internacional, se pudo salir de la crisis. 
Ya en la segunda mitad de los 80, con la democracia reinstaurada, en el primer gobierno de Julio María Sanguinetti, la economía pudo recuperarse (aunque con ciertas complicaciones) y siguió en los 90 con Luis Alberto Lacalle y en el segundo gobierno de Sanguinetti, aunque los problemas volvieron a aparecer en el 99 que terminaría desencadenando en la crisis del 2002.

### Venezuela
La economía venezolana aprovechó los altos precios del petróleo durante la crisis petrolera de la década de 1970 y del superávit que esta le proveía; esto fue el detonante para que el Gobierno de Carlos Andrés Pérez nacionalizara las industrias básicas y se endeudara con el exterior en una época conocida como la "Venezuela Saudí". En 1981 y 1982 el crecimiento fue prácticamente nulo, y para 1983 la deuda externa se tornó impagable, por lo que el gobierno de Luis Herrera Campíns se vio obligado a devaluar la moneda en el episodio conocido como el "Viernes Negro". Desde ese momento y hasta finales de la década de 1990, la crisis económica fue una vorágine de sucesivas devaluaciones y una volatilidad inflacionaria, lo que llevó a que se perdieran miles de empleos y el país cayera en una grave situación de pobreza, de la cual algunos economistas y políticos creen que el país no se ha recuperado completamente. Algunas de las políticas empleadas para frenar los efectos estructurales fueron el control cambiario llevado a cabo por Herrera Campins y un control de precios instaurado por su sucesor Jaime Lusinchi,[cita requerida] medidas que devinieron en corrupción administrativa y mercado negro de bienes y divisas. Sin embargo la quiebra estructural del mercado interno, la falta de soberanía económica y alimentaria, generó una escasez gradual.
El 4 de diciembre de 1988 resulta elegido (por segunda vez) Carlos Andrés Pérez con 3 879 024 votos (52,91 % de los sufragantes), una cifra muy alta lograda con un discurso populista que apelaba a la justicia social, así como el recuerdo de la bonanza vivida en su gobierno. Con este gran respaldo electoral, el gobierno de Pérez buscó liberalizar la economía, a diferencia de su primer gobierno, imponiendo su desregulación a través de un programa de ajustes macroeconómicos promovido por el Fondo Monetario Internacional (FMI), al que se le llamó "Paquete Económico" incluyendo decisiones sobre política cambiaria, deuda externa, comercio exterior, sistema financiero, política fiscal, servicios públicos, privatizaciones y política social. 
A solo pocas semanas de asumir el gobierno el entonces Presidente Pérez, se decide poner en práctica de manera inmediata el paquete de ajustes y medidas económicas. El 26 de febrero de 1989 el Ministerio de Energía y Minas anuncia el alza en 30 % de los precios de la gasolina y el incremento de las tarifas del transporte público urbano e inter-urbano también en un 30 % a partir del 27 de febrero, válido para los 3 meses siguientes, después de los cuales podrían aumentarse hasta el 100 %.
Las medidas impuestas por el gobierno y la creciente tasa de pobreza originaron protestas populares, saqueos y la posterior masacre perpetrada el día 28 de febrero cuando fuerzas de seguridad de la Policía Metropolitana, Fuerzas Armadas del Ejército y de la Guardia Nacional salieron a las calles a controlar la situación. Aunque las cifras oficiales del llamado Caracazo reportaron 276 muertos y numerosos heridos, algunos reportes extraoficiales han apuntado a una cifra de más de 300 personas fallecidas y de incluso 3000 desaparecidos. Durante los años 90, el estancamiento económico se agudizó, generando el desprestigio de la clase política venezolana y el creciente apoyo a políticas más radicales, desembocando en numerosas revueltas e intentonas golpistas, y finalmente, el ascenso del chavismo para finales de siglo.

## La segunda "década perdida"
Varias publicaciones, incluyendo El País y CNN en Español, han indicado que el decenio a partir de 2012 marcaría una "segunda década perdida" para Latinoamérica, debido a la estrepitosa caída de los índices económicos regionales. Durante la segunda mitad de la década, casi todos los países del subcontinente atravesaron períodos de crecimiento nulo o recesión económica, lo que ha desembocado un escenario de turbulencia política y social.
Entre 2003 y 2012, la América Latina vivió años de estabilidad (e incluso auge en algunos casos) debido a la alta demanda de materias primas por parte del mercado asiático, principalmente de China, sorteando con poca dificultad la crisis subprime de 2008, beneficiándose del debilitamiento de las monedas de países industrializados al poder acceder a mayores cantidades de divisas. A esta etapa se la ha llamado "década ganada", particularmente por los gobiernos de centroizquierda parte de la llamada "marea rosa" que tuvo su mejor momento en aquella época.
Sin embargo, la ralentización china a partir de 2012, y la consiguiente caída del precio de las materias primas dieron paso a un nuevo escenario. La región tuvo en 2011 su último año de crecimiento fuerte (superior al 4% anual), mientras que en 2012 fue ligeramente superior al 3% y entre los años 2013 y 2015 fue inferior al 2%. Durante los años 2016 y 2017 la actividad económica latinoamericana decreció por primera vez desde 2002, mientras que en 2018 apenas superó el 1%. La pobreza en el subcontinente también creció a partir de 2014, por primera vez desde la década del 80.  
Como efecto de esta situación, Latinoamérica vivió una "marea conservadora" que significó la elección generalizada de líderes derechistas en una región que durante el siglo anterior había electo mayoritariamente gobiernos de izquierda, proponiendo éstos agresivas políticas tendientes a afianzar el comercio exterior y equilibrar las cuentas fiscales. Sin embargo, la Guerra comercial entre China y Estados Unidos y una nueva alza del dólar empeoró la situación económica regional aún más, y para el final de la década de 2010, en varios países se vivieron diversos episodios de crisis económicas y disturbios sociales. 
Venezuela fue el país más afectado por la crisis económica debido a una mezcla entre la extrema dependencia del petróleo (cuyo valor se desplomó entre 2012 y 2015), una organización estatal inflada y corrupta, y la falta de apoyos económicos desde el extranjero, lo que generó una situación de niveles catastróficos, incluyendo una parálisis industrial, desabastecimiento y problemas con los servicios públicos.    
Brasil, país que tuvo una de las mayores cifras de crecimiento a nivel mundial durante la década del 2000, quedó sumida en un período de decrecimiento a partir de 2012, una situación también influida por los costos del Mundial de Fútbol de 2014 y las Olimpiadas de 2016, eventos organizados en aquella nación, generándose una ola de protestas, mientras que entre 2014 y 2016 la economía entró en recesión. Desgraciadamente para América Latina la Pandemia de COVID-19 en 2020 provocaría otro comienzo de década muy negativo  para la región, dado que los países se sumarían al Impacto socioeconómico de la pandemia de COVID-19.